# Louis Ier de Melun
Pour les articles homonymes, voir Louis Ier et Melun (homonymie).
Louis Ier de Melun (27 octobre 1673 † 24 septembre 1704 - Strasbourg), prince d'Épinoy, était un aristocrate français des XVIIe et XVIIIe siècles.

## Biographie
Louis de Melun, prince d'Épinoy, marquis de Roubaix, baron d'Antoing, seigneur de Franleu, etc., était le fils d'Alexandre Guillaume de Melun ( † 16 février 1679 - Château d'Antoing), prince d'Épinoy et du Saint Empire, Chevalier du Saint-Esprit (31 décembre 1661) et de Jeanne-Pélagie de Rohan-Chabot (3 juillet 1651 † 18 août 1698), dame de Montlieu (fille de Henri de Chabot (1616 † 1655), 2e duc de Rohan).
L'enfant, baptisé le 3 mai 1675 à Versailles par Jacques-Bénigne Bossuet, évêque de Condom et précepteur du Dauphin avait reçu pour parrain et marraine le roi Louis XIV et la reine Marie-Thérèse. Il succéda, âgé de 5 ans et demi à la seigneurie de Roubaix, sous la tutelle de sa mère.
Il devint colonel du régiment de Picardie, et fut fait maréchal des camps et armées du roi en février 1702. servit en Flandre l'année 1703 et se trouvait au combat d'Eckeren, le 30 juin de la même année.
Il mourut, de la petite vérole, à Strasbourg le 24 septembre 1704, à 31 ans. Son cœur fut rapporté à Lille dans l'église des Dominicains.

## Mariage et descendance
- Louis de Melun avait épousé, le 7 octobre 1691, Élisabeth-Thérèse de Lorraine (5 avril 1664 - Nancy † 7 mars 1748 - Paris), « Mademoiselle de Commercy », dame de Villemareuil, de Vaucourtois et de Saint-Jean-les-Deux-Jumeaux, baronne de Belvoir, Cusance et Saint-Julien en Franche-Comté, fille de François-Marie de Lorraine-Elbeuf, prince de Lillebonne, « damoiseau de Commerci », et d'Anne de Lorraine-Vaudemont, qui lui donna :
  - Louis II (1694 † 1724), 8e prince d'Épinoy et du Saint Empire, marié avec Armande de La Tour d'Auvergne (28 août 1697 † morte en couches le 13 avril 1717)[2], sans postérité ;
  - Anne-Julie-Adélaïde de Melun (1698 † 18 mai 1724), mariée le 18 septembre 1714 avec Jules de Rohan (16 janvier 1697 † 6 avril 1724), 3e prince de Soubise, dont :
    - Charles de Rohan-Soubise (1715 † 1787), duc de Ventadour et pair de France (1717), prince de Maubuisson, 4e prince de Soubise (1724), prince d'Épinoy (1724-1739 puis 1742-1787), marquis de Roubaix, comte de Saint-Pol, Vicomte de Gand, 2e duc de Rohan-Rohan et pair de France (1749, petit-fils du précédent), capitaine-lieutenant des Gendarmes de la garde du roi, Maréchal de France, Ministre d'État, pair et maréchal de France, premier « Ber » et connétable héréditaire de Flandres, sénéchal de Hainaut.
    - François Armand Auguste de Rohan (1er décembre 1er décembre 1717 † 28 juin 1756), cardinal de Soubise, prince de Tournon ;
    - Marie Louise Geneviève de Rohan (7 janvier 1720 † 4 mars 1803), « Madame de Marsan », gouvernante des enfants de France, mariée avec Gaston Jean Baptiste de Lorraine (en), comte de Marsan, sans postérité ;
    - François Auguste de Rohan (16 septembre 1721 † 6 August 1736), comte de Tournon, sans union ni postérité ;
    - René de Rohan (26 juillet 1723 † 7 février 1743), abbé de Luxeuil.